# 独山专区
独山专区，贵州省专区，1949年置，在今贵州省南部。
专区下辖独山、都匀、平塘、罗甸、三都、麻江、丹寨、荔波、黎平、榕江、从江、平越等县。专员公署驻独山县。1951年罗甸县划归贵阳专区。1952年改名都匀专区，专署迁驻都匀县（今市）。